# TOI-1199
TOI-1199 — одиночная звезда в созвездии Большой Медведицы на расстоянии приблизительно 785 световых лет (около 241 парсек) от Солнца. Визуальная звёздная величина звезды — +11,069m. Возраст звезды определён как около 4,2 млрд лет.
Вокруг звезды обращается, как минимум, одна планета.

## Характеристики
TOI-1199 — жёлтый карлик спектрального класса G2. Масса — около 1,23 солнечной, радиус — около 1,45 солнечного, светимость — около 2,097 солнечной. Эффективная температура — около 5675 K.

## Планетная система
В 2024 году группой астрономов было объявлено об открытии планеты TOI-1199 b.